# Skibsted Fjord
Skibsted Fjord er en sidefjord til Limfjorden, der adskiller Thy i nord fra Thyholm mod syd. Den går med nogle sving øst-vest, og ender i vest ved en kun nogle hundrede meter bred, lav tange, Draget, hvor Nissum Bredning ligger på den sydvestlige side. Fjorden eller vigen er omkring 10 km lang, og ved dens nordlige side ligger øst for det sydlige Thy halvøen Boddum, og ud for den holmen Lindholm, der udgør den nordlige afgrænsning til Limfjorden i øst.
Skibsted Fjords sydside er Thyholms nordkyst, der mod øst ender ved Katholm Odde og Munkholm Odde. Nordøst for fjorden ligger Agerø.
Skibsted Fjord er ifølge overleveringer den vig i Limfjorden, hvor Knud den Hellige samlede sin ledingsflåde for et togt mod England i 1085; invasionen blev dog ikke til noget.
Skibsted fjord og Agerø og farvandende omkring blev fredet i 2006, og området indgår i Natura 2000-område 28: Agger Tange, Nissum Bredning, Skibsted Fjord og Agerø , og er både habitatområde og fuglebeskyttelsesområde

## Eksterne kilder og henvisninger
1. ↑  "28:Agger Tange, Nissum Bredning, Skibsted Fjord og Agerø". Arkiveret fra originalen 3. september 2012. Hentet 13. august 2013.

- Fredningskendelse

56°41′8″N 8°26′15″Ø / 56.68556°N 8.43750°Ø